# Akkerviltkruid
Akkerviltkruid (Filago arvensis; synoniem: Logfia arvensis) is een eenjarige plant die behoort tot de composietenfamilie.
De soort staat op de Nederlandse Rode lijst van planten als een soort die in Nederland niet meer voorkwam. De plant komt echter nu weer voor langs de Duitse grens. Er zijn onder andere exemplaren gevonden in Zuidoost-Groningen, ten oosten van Hoogeveen, in Twente, bij Arnhem en in het grensgebied van Noord-Limburg. De soort komt voor in Europa, West- en Centraal-Azië en Noord-Afrika en is van daaruit verspreid naar Noord-Amerika.
De plant wordt 15-50 cm hoog en heeft een meestal tros- of pluimvormig vertakte stengel met bovenaan korte, rechtopstaande takken. De langwerpige bladeren zijn 1 tot 2 cm lang.
Akkerviltkruid bloeit van juli tot in september met rolronde, 4-5 mm lange, geelachtige hoofdjes, die in dichte kluwens zitten. De niet gekielde omwindselblaadjes hebben een doorzichtige top en zijn tot aan de top dicht wollig behaard. In het hoofdje komen alleen buisbloemen voor.

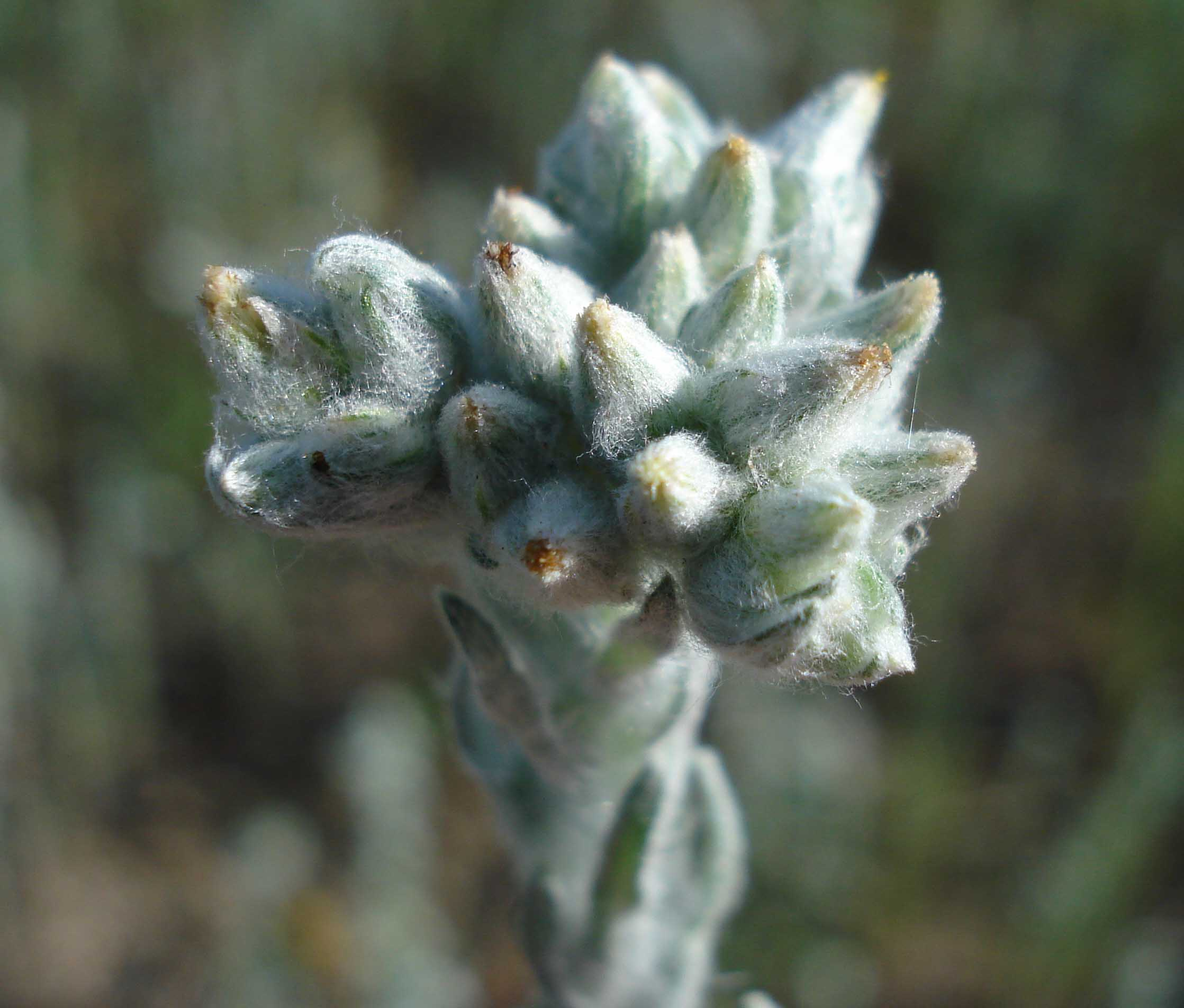
Bloemhoofdjes

De plant komt voor op droge zandgrond.

## Namen in andere talen
- Duits: Acker-Ruhrkraut, Ackerfilzkraut
- Engels: Field Cudweed, Field Cottonrose
- Frans: Cotonnière des champs